# Очень страшное кино 6
«Очень страшное кино 6» (англ. Scary Movie 6, на некоторых постерах и промоматериалах стилизованно как Scary MoVIe) — будущий американский пародийный комедийный фильм ужасов, шестой фильм одноимённой франшизы, написанный Риком Альварезом, братьями Киненом Айвори, Марлоном и Шоном Уэйансоми и спродюсированный ими в с сотрудничестве с Нилом Морицом. Единственным на данный момент подтверждённым актёром, который появится в новом фильме, является Дейв Шеридан.
Премьера «Очень страшного кино 6» в прокате намечена на 12 июня 2026 года.

## В ролях
- Дейв Шеридан[3]

## Производство
Активная разработка шестого фильма началась в апреле 2024 года, тогда же было объявлено, что продюсированием проекта займётся Нил Мориц, а дистрибьютором выступит материнская компания Miramax — Paramount Pictures.
Ещё до начала производства шестого фильма, в октябре 2022 года, актриса Анна Фэрис, исполнившая главную роль в первых четырёх фильмах франшизы, заявила, что она готова вернуться во франшизу в том, случае, если её гонорар за участие будет стоящим. Также, она сказала, что её шансы на возвращение повысятся, если ещё одна постоянная актриса франшизы, Реджина Холл, тоже вернётся к съёмкам.
В ноябре того же 2022 года Реджина Холл сказала, что ей будет очень интересно вернуться к работе над новым фильмом.
17 апреля 2024 года стало известно, что актриса Мелисса Баррера планирует сняться в грядущем шестом фильме, хотя пока что она не утверждена на роль в фильме.
В октябре 2024 года стало официально известно, что к работе над шестым фильмом вернутся братья Шон, Марлон и Кинен Айвори Уэйансы, которые работали над «Очень страшным кино» (2000) и «Очень страшным кино 2» (2001).
11 ноября 2024 года актёр Дейв Шеридан, исполнивший роль сержанта Дуфи в оригинальном фильме, официально подтвердил своё возвращение в шестом фильме, а также рассказал, что в новом фильме Призрачное лицо, игравшее роль главного антагониста в первом фильме, вернётся в строй.
В марте 2025 года один из братьев, Марлон, официально подтвердил, что «Очень страшное кино 6», также как первые два фильма франшизы, будет иметь возрастной рейтинг R.

## Релиз
Премьера «Очень страшного кино 6» в кинотеатрах назначена на 12 июня 2026 года.